# Vigorovea
Vigorovea è una frazione del comune di Sant'Angelo di Piove di Sacco, nella provincia di Padova, ma prima del  1807 formava un comune da sé e come tale si trova nominato per la prima volta nel 1491.

## Origini del nome
Vigorovea, in latino Vicus Rubetae, probabilmente significa luogo pieno di rovi.
Nel 1179 è detta Vici de Roveta, nel 1405 Vicoruede, nel 1489 Vico de Rovedo, nel 1517 Vigo di Rovea, nel 1571 Vicorovede, nel 1590 Vigo di Roveggia. Nell'Agro Patavino del Gloria, la villa di Vigorovea è chiamata Vicus Robeus.

## Storia
Il primo documento ufficiale nel quale si fa menzione di un Nemus Vici de Roveta è una permuta di terreni del 2 dicembre 1179, tra Martino Canipario di Piove di Sacco ed il vescovo di Padova Gerardo. La cura pastorale dei fedeli di questa pieve di Piove di Sacco fu esercitata direttamente da quella collegiata, fino a quando passò al rettore della chiesa di San Giacomo, la cui prima pietra fu posta il 28 febbraio  1322(Arch. Vescov. di Padova, Feudorum IV c. 253 v), in esecuzione del testamento dettato il 29 maggio 1311 dal padovano Jacopo de Zacchis. Come ricorda anche l'iscrizione riferita pure dal Salomonio, l'aveva dotata di 32 campi per il mantenimento di un sacerdote, che con l'assistenza di un chierico vi celebrasse ogni giorno la Santa Messa in suffragio dell'anima del testatore e dei suoi parenti. Gli abitanti cominciarono subito a preferire questa chiesa di San Giacomo alla lontana chiesa arcipretale, sicché il suo rettore, di fatto prima che di diritto, finì con l'esercitarvi la cura delle anime. 
Quando il 28 settembre 1489 il vescovo Barozzi visitò l'ecclesiam S. Iacobi de Vico de Rovedo capellam Plebis Sacci giudicò che non le si poteva più togliere il battistero: Baptisterium sicut aliarum plurium ecclesiarum claudi non potest.

## Monumenti e luoghi d'interesse

### Architetture religiose

#### Chiesa di San Giacomo
Dalla relazione di questa visita pastorale, questa chiesa primitiva risulta essere lunga oltre 10 metri, larga poco più di 9 metri ed illuminata da 8 finestre; un'altra finestra illuminava la cappella ove era l'altare maggiore, mentre altri due altari erano addossati alla parete settentrionale, perché in quella meridionale, immediatamente a destra della cappella dell'altare maggiore, pendevano le corde del sovrastante campanile. Il vescovo Barozzi suggerì di spostare il campanile sopra la facciata; ma solo nel 1793 ne fu costruito uno nuovo, l'attuale, con le elemosine dei fedeli.
La chiesa primitiva aveva la facciata ad occidente e tre altari: Santissimo, Beata Vergine e San Sebastiano. Il Sartori, nella sua Guida Storica, sul rapporto dei restauri della detta chiesa, nota che essa fu totalmente restaurata nel 1507. Una memoria che stava nella chiesa medesima e fu conservata dal Salomonio, dice che la stessa fu restaurata ed abbellita dal suo patrono Livio Conte Nores di Cipro, Canonico di Padova (1586-1631) e dagli Uomini di Comun nel 1605. Altro intervento di restauro lo possiamo ipotizzare perché nella visita vescovile fatta l'8 ottobre 1655 dal Vescovo Giorgio Cornaro, fu decretata l'apertura della medesima, chiusa antecedentemente per la sua indecenza: di questa chiesa sembra conservarsi una porzione del coro sopra l'odierna sacrestia.
La chiesa attuale fu ricostruita ex novo in stile neoclassico, ancora con tre altari, ma l'abside volta a mezzogiorno in modo che l'entrata principale prospettasse sulla provinciale Padova - Piove di Sacco. La prima pietra della chiesa attuale fu benedetta il 12 luglio 1804 dal rettore Don Giovanni Battista Janesi ed il 24 maggio 1817 la nuova chiesa era officiabile, con il permesso del Capitano di Padova. 
L'elegante  facciata, disegno del celebre intagliatore Rinaldi di Padova, fu compiuta nel 1875.
L'organo è opera della ditta Pugina di Padova, possiede due tastiere e pedaliera, la trasmissione è completamente meccanica.

## Arte
Fino all'anno 1928 nella chiesa di Vigorovea c'era la statua di terracotta raffigurante la Madonna con il Bambino. È attribuita alla mano del cremasco  Giovanni de Fonduli, uno dei protagonisti della scultura in terracotta a Padova nella seconda metà del Quattrocento, dopo la partenza di Donatello dalla città. La Vergine siede su un sedile di cui si vedono lateralmente le volute e trattiene con la mano destra il Bambino. Quest’ultimo regge tra le gambe un grappolo d’uva e sembra scivolare verso il basso con grande naturalezza.
La scultura, che i più vecchi parrocchiani di Vigorovea ricordano come la Madonna Mora, è stata trasferita a San Nicolò nel 1928, ed è oggi collocata nella cappella a destra del presbiterio, sopra un altare ricavato assemblando elementi in commesso lapideo di un altare barocco.